# F. Dickinson Letts
Fred Dickinson Letts (* 26. April 1875 bei Ainsworth, Iowa; † 19. Januar 1965 in Washington, D.C.) war ein US-amerikanischer Jurist und Politiker. Zwischen 1925 und 1931 vertrat er den Bundesstaat Iowa im US-Repräsentantenhaus; später wurde er Bundesrichter.

## Werdegang
Dickinson Letts besuchte die öffentlichen Schulen seiner Heimat und danach bis 1897 das Parsons College in Fairfield. Nach einem anschließenden Jurastudium an der University of Iowa in Iowa City und seiner im Jahr 1899 erfolgten Zulassung als Rechtsanwalt begann er in Davenport in seinem neuen Beruf zu praktizieren. Von 1911 bis 1912 sowie zwischen 1914 und 1925 war Letts Richter im siebten Gerichtsbezirk von Iowa.
Politisch war Letts Mitglied der Republikanischen Partei. 1924 wurde er im zweiten Wahlbezirk von Iowa in das US-Repräsentantenhaus in Washington gewählt. Dort trat er am 4. März 1925 die Nachfolge von Harry E. Hull an, den er in den Vorwahlen seiner Partei besiegt hatte. Nach zwei Wiederwahlen konnte er bis zum 3. März 1931 drei Legislaturperioden im Kongress absolvieren. Seine letzten Jahre im Repräsentantenhaus waren von den Ereignissen der Weltwirtschaftskrise überschattet. Bei den Wahlen des Jahres 1930 unterlag Letts dem Demokraten Bernhard M. Jacobsen.
Nach seiner Zeit im Repräsentantenhaus wurde Dickinson Letts von US-Präsident Herbert Hoover zum Richter am Obersten Gerichtshof des Bundesdistrikts in Washington ernannt. Letts blieb bis 1961 Richter an diesem Gericht. Er starb am 19. Januar 1965 im Alter von 89 Jahren in Washington und wurde in seinem Geburtsort Ainsworth beigesetzt. Er war ein Cousin von Lester J. Dickinson (1875–1965), der zwischen 1919 und 1937 den Staat Iowa in beiden Kammern des Kongresses vertrat.